# Жієнь (Долж)
Жієнь, Жієні (рум. Jieni) — село у повіті Долж в Румунії. Входить до складу комуни Шимніку-де-Сус.
Село розташоване на відстані 182 км на захід від Бухареста, 6 км на північ від Крайови.

## Населення
За даними перепису населення 2002 року у селі проживали 42 особи, усі — румуни. Усі жителі села рідною мовою назвали румунську.